# Municipio de Tetonka
El municipio de Tetonka (en inglés: Tetonka Township) es un municipio ubicado en el condado de Spink en el estado estadounidense de Dakota del Sur. En el año 2010 tenía una población de 58 habitantes y una densidad poblacional de 0,38 personas por km².

## Geografía
El municipio de Tetonka se encuentra ubicado en las coordenadas 45°6′19″N 98°19′31″O / 45.10528, -98.32528. Según la Oficina del Censo de los Estados Unidos, el municipio tiene una superficie total de 152.31 km², de la cual 152,27 km² corresponden a tierra firme y (0,03 %) 0,04 km² es agua.

## Demografía
Según el censo de 2010, había 58 personas residiendo en el municipio de Tetonka. La densidad de población era de 0,38 hab./km². De los 58 habitantes, el municipio de Tetonka estaba compuesto por el 100 % blancos. Del total de la población el 0 % eran hispanos o latinos de cualquier raza.